# Alphen-Chaam
Alphen-Chaam ( udtale ?) er en kommune og en by i den sydlige provins Noord-Brabant i Nederlandene. 

## Kommunens landsbyer
Alphen, Bavel AC, Chaam, Galder, Strijbeek en Ulvenhout AC

## Eksterne links
- Wikimedia Commons har flere filer relateret til Alphen-Chaam
- Website van de gemeente

51°29′56″N 4°52′19″Ø / 51.499°N 4.872°Ø